# 静岡県道376号浜松御前崎自転車道線

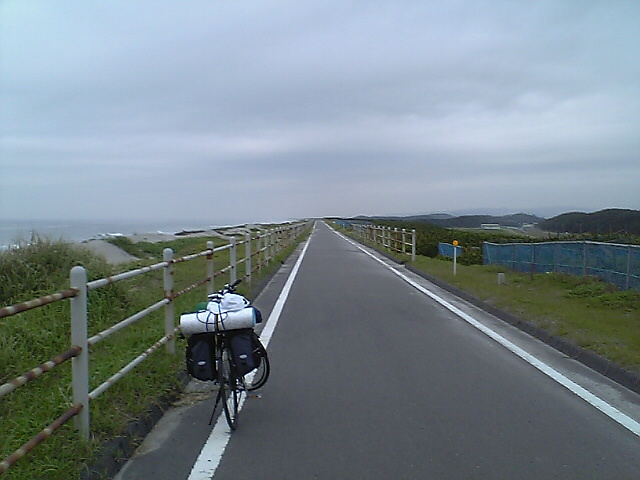
浜岡砂丘付近（2006年8月）

静岡県道376号浜松御前崎自転車道線（しずおかけんどう376ごう はままつおまえざきじてんしゃどうせん）は、静岡県浜松市、磐田市、袋井市、掛川市、御前崎市を通る自転車道（県道）で、太平洋岸自転車道を構成する路線のひとつである。

## 概要
- 陸上距離：39.209km
- 起点：浜松市中央区中田島町（国道1号交点）
- 終点：御前崎市御前崎下岬（臨港道路、静岡県道240号御前崎堀野新田線交点）

## 重複区間
- 国道150号 (0.9km)
- 静岡県道357号佐倉御前崎港線 (7.8km)

## 通過する自治体
- 静岡県
  - 浜松市（中央区） - 磐田市 - 袋井市 - 掛川市 - 御前崎市

## 主な橋
- 潮騒橋

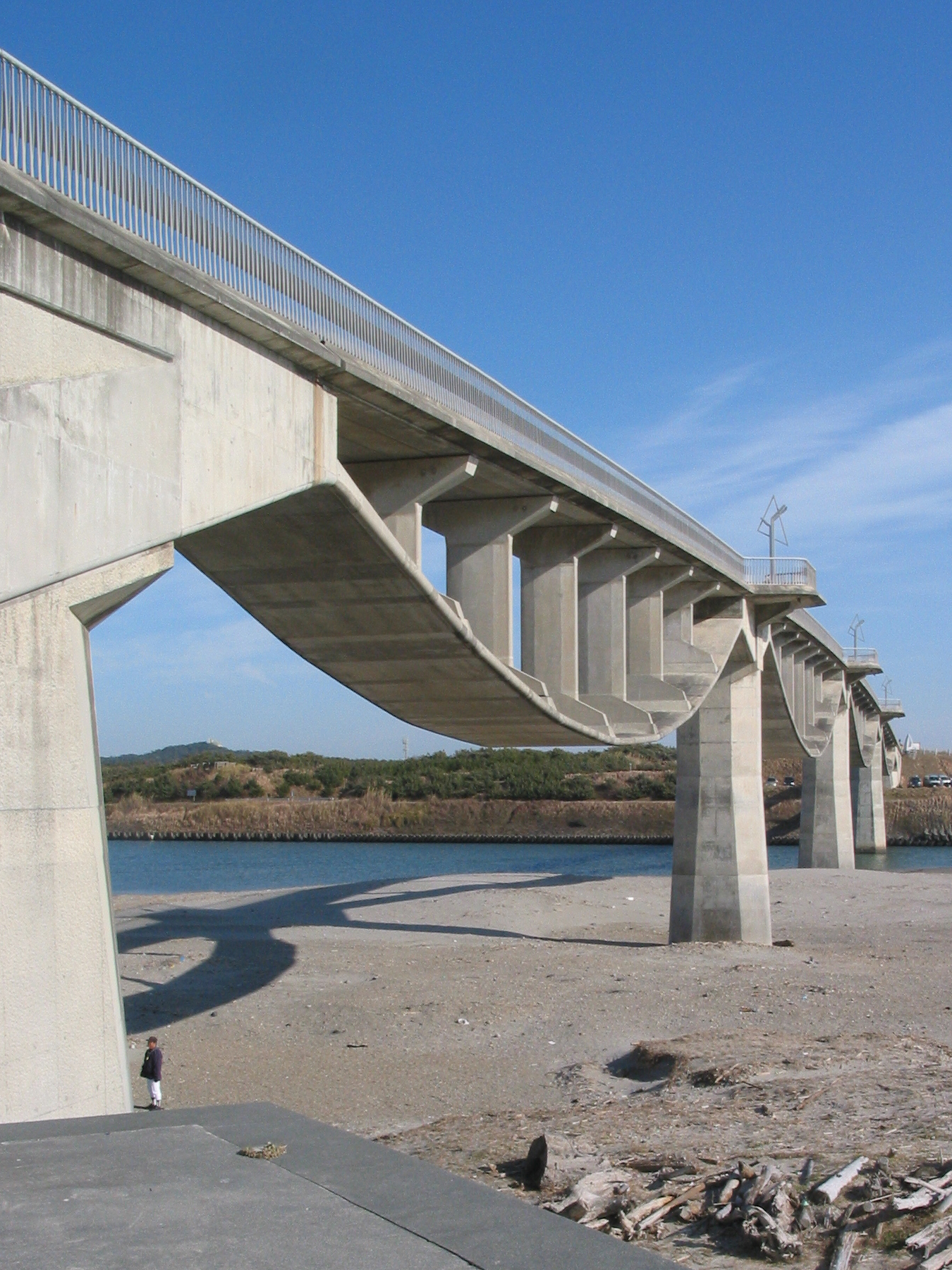
潮騒橋（2007年1月）

  - 1995年（平成7年）竣工 橋長232m
  - 1994年度（平成6年度）土木学会田中賞（作品部門）受賞
- 弁天大橋
  - 1991年（平成3年）竣工 橋長293m
- 白砂橋
  - 1992年（平成4年）竣工 橋長59m